# Студенческий совет
Совет обучающихся (в образовательной организации высшего образования -- студенческий совет) — одна из форм студенческого самоуправления, особая форма инициативной, самостоятельной, ответственной общественной деятельности студентов, направленной на решение важных вопросов жизнедеятельности студенческой молодёжи, развитие её социальной активности. 
Деятельность советов обучающихся в образовательных организациях России регулируется Федеральным законом "Об образовании в Российской Федерации" N 273-ФЗ. Советы обучающихся создаются в образовательных организациях по инициативе обучающихся с целью учета их мнения по вопросам управления образовательной организацией.
Помимо образовательных организаций, существует практика функционирования Студенческих советов на уровне субъектов Российской Федерации, например, Студенческий совет Санкт-Петербурга, Студенческий совет Тюменской области. 

## Структура совета обучающихся
Совет обучающихся может формироваться как из представителей общественных объединений структурных подразделений образовательной организации, так и путем проведения общего собрания (конференции) обучающихся, либо путем иных электоральных процедур. В целом структура, порядок формирования совета обучающихся определяются образовательной организацией (либо обучающимися) самостоятельно. Однако, существуют требования, обязательные для всех образовательных организаций: 
- Совет обучающихся может состоять только из обучающихся в образовательной организации[4];
- В состав совета обучающихся входит представитель российского движения детей и молодежи[5];
- Наличие двух и более советов обучающихся в образовательной организации не допускается.[4][6]

## Задачи совета обучающихся
- Привлечение обучающихся к участию в разработке предложений по повышению качества образовательного процесса с учётом научных и профессиональных интересов обучающихся[7];
- Проведение работы, направленной на повышение сознательности обучающихся и их требовательности к уровню своих знаний, воспитание бережного отношения к имущественному комплексу, патриотическое отношение, к духу и традициям образовательной организации[7];
- Формирование у обучающихся умений и навыков самоуправления, подготовка их к компетентному и ответственному участию в жизни общества[7];
- Содействие реализации личных и профессиональных качеств обучающихся[7];
- Содействие реализации общественно значимых молодежных инициатив[7];
- Выражения мнения обучающихся по вопросам управления образовательной организацией[7].

## Полномочия совета обучающихся
Совет обучающихся, в отличие от органов управления образовательной организации (таких как ученый совет, педагогический совет), не принимает управленческих решений обязательного характера (если такой порядок не установлен самими органами управления), однако наделен полномочиями, позволяющими ему принимать участие в процессе управления образовательной организацией. Так, совет обучающихся имеет право:
- Участвовать в разработке и обсуждении проектов локальных нормативных актов, затрагивающих права обучающихся[4];
- Выражать обязательное к учету мнение при принятии локальных нормативных актов образовательной организации, затрагивающих права и законные интересы обучающихся[8];
- Выражать обязательное к учету мнение при определении образовательной организацией размера государственной академической стипендии, порядка оказания материальной поддержки обучающихся, размера платы за общежитие[9];
- Выражать обязательное к учету мнение при принятии локальных нормативных актов, устанавливающих требования к одежде обучающихся[10];
- Выражать обязательное к учету мнение при выборе меры дисциплинарного взыскания обучающимся[11][12];
- Выражать обязательное к учету мнение при принятии решения о переходе обучающегося с платного обучения на бесплатное[13];
- Принимать участие в разработке и реализации системы поощрений обучающихся[4];
- Участвовать в организации работы комиссии по урегулирования споров участников образовательных отношений[4];

Уставом или локальными нормативными актами образовательной организации могут быть установлены иные полномочия совета обучающихся, а также конкретизированы процедуры учета мнения, предоставления информации, а также сроки обращения за получением мнения. Так, в зависимости от образовательной организации, учет мнения совета обучающихся может осуществляться либо путем включения представителей совета в коллегиальные органы управления образовательной организации, либо путем информирования членов соответствующего коллегиального органа о мнении совета обучающихся. 
Совет обучающихся взаимодействует с органами управления образовательной организацией на основе принципов сотрудничества и автономии. Осуществляя свои полномочия, совет обучающихся вправе запрашивать у органов управления образовательной организации необходимую для деятельности совета информацию, рассматривать обращения, поступившие в совет, информировать обучающихся о деятельности образовательной организации.